# Nyírparasznya, Szabolcs-Szatmár-Bereg
Nyírparasznya  este un sat în districtul Mátészalka, județul Szabolcs-Szatmár-Bereg, Ungaria, având o populație de 1.015 locuitori (2011). 

## Demografie
Componența etnică a satului Nyírparasznya
     Maghiari (82,42%)
     Romi (17,58%)
Componența confesională a satului Nyírparasznya
     Reformați (30,25%)
     Greco-catolici (28,77%)
     Romano-catolici (11,03%)
     Fără religie (4,04%)
     Necunoscută (25,91%)
     Alte religii (1,18%)
Conform recensământului din 2011, satul Nyírparasznya avea 1.015 locuitori. Din punct de vedere etnic, majoritatea locuitorilor (82,42%) erau maghiari, cu o minoritate de romi (17,58%). Nu există o religie majoritară, locuitorii fiind reformați (30,25%), greco-catolici (28,77%), romano-catolici (11,03%) și persoane fără religie (4,04%). Pentru 25,91% din locuitori nu este cunoscută apartenența confesională.